# 佐佐部清
佐佐部清（日语：／ Sasabe Kiyoshi，1958年1月8日—2020年3月31日），日本电影导演、出生于山口县下关市。

## 生涯
出生于下关市，毕业于明治大学，之后就读于日本电影学院。早期担任崔洋一、和泉聖治和降旗康男的助理导演，2002年执导处女作《太阳依旧升起》，2003年凭借《七夕之夏》赢得日本电影导演工会新人奖。之后的作品《半告白》获第28届日本电影学院奖。此外还指导了多部电视电影。
2020年3月31日，佐佐部清因心脏病突发在下关市的一家旅馆跌倒，送医院后身亡，享年62岁。